# Operazione Adler (1944)
L'operazione Adler (Adler Aktion, operazione "Aquila") fu un'offensiva intrapresa alla fine del 1944 dal comando tedesco delle SS e della Polizia dell'OZAK (Operationszone Adriatisches Küstenland – Zona d'operazioni del Litorale adriatico) agli ordini di Odilo Globočnik - di fronte al rafforzarsi del IX Korpus dell'Esercito popolare di liberazione della Jugoslavia a est e a nord di Gorizia, con lo scopo di annientarlo.

## Nomenclatura
In realtà il nome fu utilizzato anche per indicare un'operazione antipartigiana effettuata nella zona tra Carlopago e Zara da parte della 114. Jäger-Division e della 264. Infanterie-Division sull'isola di Ugliano dal 22 al 25 novembre 1943. A questa, secondo alcune fonti fece seguito un'altra operazione, detta Adler II, cui partecipò sempre la 114. Jäger e inoltre la 392. (kroatische) Infanterie-Division formata con personale croato (Divisione blu), un'unità di fanteria in cui figuravano reggimenti di granatieri: 846. Infanterie-Grenadier Regiment, 847. Infanterie-Grenadier Regiment, un reggimento di artiglieria e i soliti reparti divisionali.

## Ordine di battaglia

### Tedeschi ed alleati
Il comando operativo spettava al LXXXXVII. Armee-Korps z. b. V. tedesco, da cui dipendevano le unità impiegate:

#### Germania
- Reparti Domobranci
- 392. (kroatische) Infanterie-Division
- 714. Infanterie-Division
- 846. Infanterie-Grenadier Regiment
- 847. Infanterie-Grenadier Regiment
- 10. Infanterie-Polizei Regiment
- 20. Panzer Abteillung

#### Repubblica Sociale Italiana

##### Divisione "Decima"
- Battaglione Sagittario
- Battaglione Barbarigo
- Battaglione Lupo
- Battaglione Nuotatori Paracadutisti
- Battaglione Guastatori Valanga
- Battaglione Genio Freccia
- Gruppo d'artiglieria San Giorgio
- Gruppo d'artiglieria Alberico da Giussano
- 4º Reggimento Milizia Difesa Territoriale

### EPLJ
- IX Corpo dell'Armata popolare di liberazione della Iugoslavia (NOVJ)
  - 30ª Divisione NOVJ
    - 17ª Brigata slovena di liberazione nazionale «Simon Gregorčič»
    - 18ª Brigata slovena di liberazione nazionale d'assalto «Bazoviška»
    - 19ª Brigata slovena di liberazione nazionale d'assalto «Srečko Kosovel»

  - 31ª Divisione NOVJ
    - 7ª Brigata slovena di liberazione nazionale d'assalto «France Prešeren»

## Eventi
L'operazione venne condotta da truppe tedesche e reparti jugoslavi collaborazionisti (principalmente Cetnici e Domobranci), ma un ruolo di primo piano fu assegnato alla Divisione "Decima" (Xª MAS), appena spostata sul fronte orientale italiano, i cui battaglioni erano stati da poco rodati nelle operazioni contro la Repubblica libera della Carnia (8-15 dicembre 1944). I reparti, tuttavia, furono impiegati singolarmente e non nell'ambito della Grande Unità madre, come erano soliti fare i tedeschi con le truppe dei loro alleati.
All'operazione parteciparono i battaglioni Decima "Sagittario", "Barbarigo", "Lupo", aliquote dei battaglioni "Nuotatori Paracadutisti", guastatori "Valanga", genio "Freccia", e i gruppi d'artiglieria "San Giorgio" ed "Alberico da Giussano".
Il piano prevedeva 10 colonne:
La 1ª colonna era formata dal Battaglione Sagittario e da tre compagnie del 10º reggimento Polizei
La 2ª colonna era interamente italiana ma fu divisa a sua volta in due colonne una diretta a Slappe d'Idria e l'altra a Chiapovano.
La 3ª e la 4ª colonna erano colonne germaniche che avrebbero puntato su Idria attraversando la Selva di Tarnova
la 5a, la 6ª e la 7ª colonna erano formate da circa 1000 uomini fra Domobranci, Ustascia e Croati
l'8ª colonna formata da tedeschi avrebbe puntato Opacchiasella
la 9ª e la 10ª colonna tedesca avrebbero percorso la valle del Vipacco.
Nell'arco offensivo solo le colonne italiane ebbero la fortuna di riuscire a penetrare in profondità nel dispositivo difensivo nemico. La 3a,4a,5ª e 6ª colonna partirono ma furono subito richiamate alle basi perché i partigiani presero l'iniziativa già dal primo giorno, di conseguenza le altre 4 colonne (7a, 8a, 9a, 10a) non partirono nemmeno. La verità era che lo stato maggiore tedesco non aveva una pallida idea di dove fosse concentrato il IX Korpus sloveno, tant'è vero che la maggior parte delle brigate partigiane si trovavano in zone fuori dal piano di accerchiamento tedesco.
I reparti della Decima Mas furono divisi in 3 colonne: una colonna avrebbe puntato su Tarnova e Loqua, una seconda nel vallone di Chiapovano fino a Locavizza ed una terza da Santa Lucia d’Isonzo a Slappe e, se possibile, a Tribussa Inferiore. Il 19 dicembre la seconda colonna formata dal Barbarigo fu autocarrata verso il vallone di Chiapovano, dove arrivò il giorno 22, il comandante del Barbarigo Giorgio Farotti comprese subito che la posizione era sovrastata dai monti e predispose le difese in posizioni più difendibili. Il giorno 21 avvenne il fatto che causò il fallimento dell'operazione: la macchina del generale Carallo della divisione Decima Mas venne intercettata, i partigiani poterono così appropriarsi di tutti i piani dell'operazione Adler che trovarono col corpo di Carallo. La sera del 24 iniziò il violento attacco della 19ª brigata Kosovel (affiancata dal battaglione Mazzini e dal 2º battaglione della brigata Basovizza) a Chiapovano che a causa delle perdite dovute soprattutto al tiro dei mortai e dai cannoni da 47mm che causarono enormi vuoti nelle file slave, perse di spinta ma continuò con maggiore prudenza. Col calare delle luci il battaglione si ritirò a Gargaro. Un disertore del IX Korpus confermò poi che nell'attacco le brigate partigiane subirono perdite gravissime (centinaia fra morti e feriti).
Sempre il 19 dicembre il Battaglione Fulmine fu autocarrato da una decina di Camion a Idria di Baccia, dove continuò appiedato la marcia verso Slappe d'Idria nella quale incontrò una linea di resistenza slovena. Negli scontri di Slappe cadde il 14enne Silvestro Silvio. I tedeschi della terza colonna provarono a forzare la linea ma subirono perdite e desistettero.
Il 21 dicembre il battaglione Sagittario della prima colonna sloggiò i partigiani dall'abitato di Tarnova in breve tempo. Tarnova era difesa dal battaglione "Difesa Corpus" e da una compagnia della brigata Triestina a cui viene attribuito il cedimento. Il 23 una compagnia del Sagittario occupa Casali Nemci difeso da elementi della 22ª Brigata VDV (polizia politica) e dai già citati reparti sloveni, dove cattura prigionieri e armi leggere. I tedeschi della prima colonna coprivano invece il fianco al Battaglione Sagittario da possibili incursioni partigiane provenienti da Chiapovano. Il 24 il Sagittario fece diverse puntate offensive in direzione Loqua dove provocò perdite rilevanti agli sloveni.
La situazione aveva ormai subito un equilibrio nel quale gli schieramenti non prendevano l'iniziativa vera e propria, fin quando il IX Korpus trasferì la 3ª Brigata a Chiapovano per dare il cambio alla 19ª, la quale venne a sua volta inviata a Casali Nemci per tentare un contrattacco. Contemporaneamente a Slappe d'Idria gli sloveni della "Gradnik" presero l'iniziativa con diversi contrattacchi che risultarono però sfortunati.
Nel frattempo in rinforzo della seconda colonna venne inviato il Battaglione Nuotatori paracadutisti assieme ad aliquote del 10º reggimento Polizei appoggiati da autoblinde, in tal modo vennero occupate sia Loqua e Chiapovano. Il 25 dicembre la brigata Kosovel (secondo altre fonti c'era anche un battaglione russo), tentò la sorte e attaccò Casali Nemci difeso da una compagnia del Sagittario. Il combattimento fu molto feroce e gli sloveni circondarono l'abitato e dopo duri combattimenti riuscirono ad entrare nelle prime case del paese. Ormai era questione di tempo e tutto il caposaldo sarebbe stato annientato ma arrivarono in soccorso i tedeschi che tuttavia dopo aver subito perdite vennero ricacciati dagli slavi. A seguito di ciò, il battaglione N.P. appoggiato dall'artiglieria del San Giorgio colse di sorpresa gli assedianti partigiani con un contrattacco che ruppe l'accerchiamento. I partigiani colti di sorpresa furono costretti a ritirarsi lasciando sul terreno un centinaio di morti (secondo un comunicato tedesco 300)
Dopo la battaglia, la notte del 26 la compagnia del Sagittario tornò a Tarnova dopo aver subito una dozzina di perdite.
Nei due giorni seguenti ci furono solo scontri sporadici, ormai l'offensiva aveva perso la sua spinta e l'obiettivo principale non poteva più essere raggiunto. Il 28 dicembre tutte le colonne cominciarono il rientro a Gorizia che venne raggiunta il 30.
L'operazione Adler si concluse il 26 dicembre 1944 con scarsi risultati e comunque effimeri, poiché le truppe partigiane riuscirono a sganciarsi in massima parte. Dal punto di vista militare l'azione raggiunse solo gli obiettivi secondari tra i quali stabilire presidi avanzati nel tarnovano, scompigliare la zona libera e causare perdite al nemico che furono di gran lunga superiori a quelle delle colonne dell'asse. Tuttavia l'obiettivo principale di annientare il IX Korpus venne a meno.
In seguito agli scarsi risultati, il comando tedesco decise di rafforzare il dispositivo militare con una serie di presidi sul Carso, e a gennaio questo venne messo alla prova da attacchi in forze da parte jugoslava, tra i quali quello che diede origine alla battaglia di Tarnova.